# Real Madrid Club de Fútbol 1995-1996
Questa voce raccoglie le informazioni riguardanti il Real Madrid Club de Fútbol nelle competizioni ufficiali della stagione 1995-1996.

## Rosa
| N. |                       | Ruolo | Calciatore            |
| -- | --------------------- | ----- | --------------------- |
| 1  | Spagna (bandiera)     | P     | Francisco Buyo        |
| 2  | Spagna (bandiera)     | D     | Chendo                |
| 3  | Spagna (bandiera)     | D     | Quique Sánchez Flores |
| 4  | Spagna (bandiera)     | D     | Fernando Hierro       |
| 5  | Spagna (bandiera)     | D     | Manuel Sanchís        |
| 6  | Argentina (bandiera)  | C     | Fernando Redondo      |
| 7  | Argentina (bandiera)  | A     | Juan Esnáider         |
| 8  | Spagna (bandiera)     | C     | Míchel                |
| 9  | Cile (bandiera)       | A     | Iván Zamorano         |
| 10 | Danimarca (bandiera)  | A     | Michael Laudrup       |
| 11 | Spagna (bandiera)     | C     | José Emilio Amavisca  |
| 12 | Jugoslavia (bandiera) | C     | Dejan Petković        |
| 13 | Spagna (bandiera)     | P     | Santiago Cañizares    |
| 14 | Spagna (bandiera)     | C     | Luis Milla            |
| 15 | Spagna (bandiera)     | D     | Fernando Muñoz        |

| N. |                     | Ruolo | Calciatore                |
| -- | ------------------- | ----- | ------------------------- |
| 17 | Spagna (bandiera)   | A     | Raúl                      |
| 18 | Spagna (bandiera)   | D     | Rafael Alkorta            |
| 19 | Spagna (bandiera)   | D     | Mikel Lasa                |
| 20 | Colombia (bandiera) | C     | Freddy Rincón             |
| 21 | Spagna (bandiera)   | A     | Luis Enrique              |
| 22 | Spagna (bandiera)   | D     | Miquel Soler              |
| 23 | Spagna (bandiera)   | C     | Sandro                    |
| 24 | Spagna (bandiera)   | C     | Álvaro Benito             |
| 25 | Spagna (bandiera)   | P     | Pedro Contreras           |
| 26 | Spagna (bandiera)   | C     | Guti                      |
| 27 | Spagna (bandiera)   | C     | Antonio Gómez Pérez       |
| 28 | Spagna (bandiera)   | D     | José Antonio García Calvo |
| 29 | Spagna (bandiera)   | D     | Fernando Sanz             |
| 30 | Spagna (bandiera)   | A     | Iván Pérez Muñoz          |
| 31 | Spagna (bandiera)   | C     | Víctor Sánchez            |